# Jasper Francis Cropsey
Jasper Francis Cropsey (anglès: Cropsey Jasper Francis)  (Staten Island, 18 de febrer de 1823 - Hastings-on-Hudson, 22 de juny de 1900) fou un important paisatgista estatunidenc, pertanyent a l'Escola del Riu Hudson.

## Biografia

### Joventut i aprenentatge
Jasper Francis Cropsey va néixer a Rossville petit llogarret de Staten Island, Estat de Nova York. Va mostrar molt jove el seu talent, omplint els llibre escolars amb croquis arquitectònics. L'any 1837, el model seu per a una casa va guanyar un premi que li va permetre fer un aprenentatge de cinc anys amb l'arquitecte Joseph Trench, a Nova York. L'any 1843, va obrir es seu propi estudi d'arquitectura a aquesta ciutat, on va exhibir el seu primer llenç a la National Academy of Design. Progressivament interessat en l'exercici de la pintura, no va deixar tanmateix de treballar com a arquitecte. Els guanys d'aquesta activitat li permetien anar, dues vegades a la semana, al Greenwood Lake, fronterenc entre l'Estat de Nova York i l'Estat de Nova Jersey. Tres quadres representant aquest llac van tenir com a resultat l'elecció de Cropsey com a membre de l'esmentada Acadèmia.

### Activitat artística
A partir de l'any 1845, Cropsey va deixar l'ofici d'arquitecte per tal de dedicar-se a la pintura, mostrant-se partidari del plenairisme. El seu matrimoni l'any 1847 amb Maria Cooley va anar seguit d'un viatge de dos anys a Gran Bretanya, Alemanya, França i Itàlia, retornant l'agost de 1849 als Estats Units. Allí va realitzar diversos paisatges al·legòrics, basats en l'interès que havia adquirit a Europa vers l'Edat antiga i l'edat mitjana. .
L'any 1856, Cropsey i la seva muller van retornar a Anglaterra, fent viatges al castell de Warwick (1856), Dorset (1857) i l'Illa de Wight (1859). Entre 1857 i 1859 va mostrar diverses obres a la Royal Academy of Arts de Londres. Però el seu gran èxit fou quan va exhibir el seu llenç Autumn-on the Hudson River en el seu estudi. L'any següent, fou presentat a la Reina Victòria. Va retornar a Amèrica l'any 1863, continuant les seves pintures de paisatges de tardor del Greenwood Lake. Cropsey va reprendre la seva activitat d'arquitecte construint una mansió neogòtica i projectant catorze estacions per al IRT Sixth Avenue Line de Nova York. L'any 1885 es va traslladar a Hastings-on-Hudson. Va continuar creant, usant aquarel·la, paisatges de la vall del riu Hudson fins a la seva mort l'any 1900.

## Algunes obres importants
Als següents enllaços, hom hi trobarà complida informació sobre algunes obres importants de Jasper Francis Cropsey:
- High Torne Mountain (1850)
- L'esperit de la pau i l'esperit de la guerra (1851)
- Hostal de Catskill Mountain (1855)
- Tardor a la vall del riu Hudson (1860)
- El Viaducte de Starrucca (1865)
- El llac Greenwood (1870 i 1875)